# Regnitzlosau
Regnitzlosau település a németországi Bajorországban. Lakosainak száma 2203 fő (2023. december 31.).

## Népesség
| Lakosok száma | 1157 | 1546 | 2849 | 2562 | 2393 | 2346 | 2293 | 2290 | 2252 | 2203 |
|               | 1875 | 1950 | 1975 | 1987 | 2012 | 2014 | 2016 | 2017 | 2021 | 2023 |